# تاتلمبتوو
تاتلمبتوو (انگلیسی: Tatlembetovo) یک شهرک در شهرستان اوچالینسکی استان باشقیرستان کشور روسیه است.